# Futbol als Jocs Olímpics d'estiu de 1900

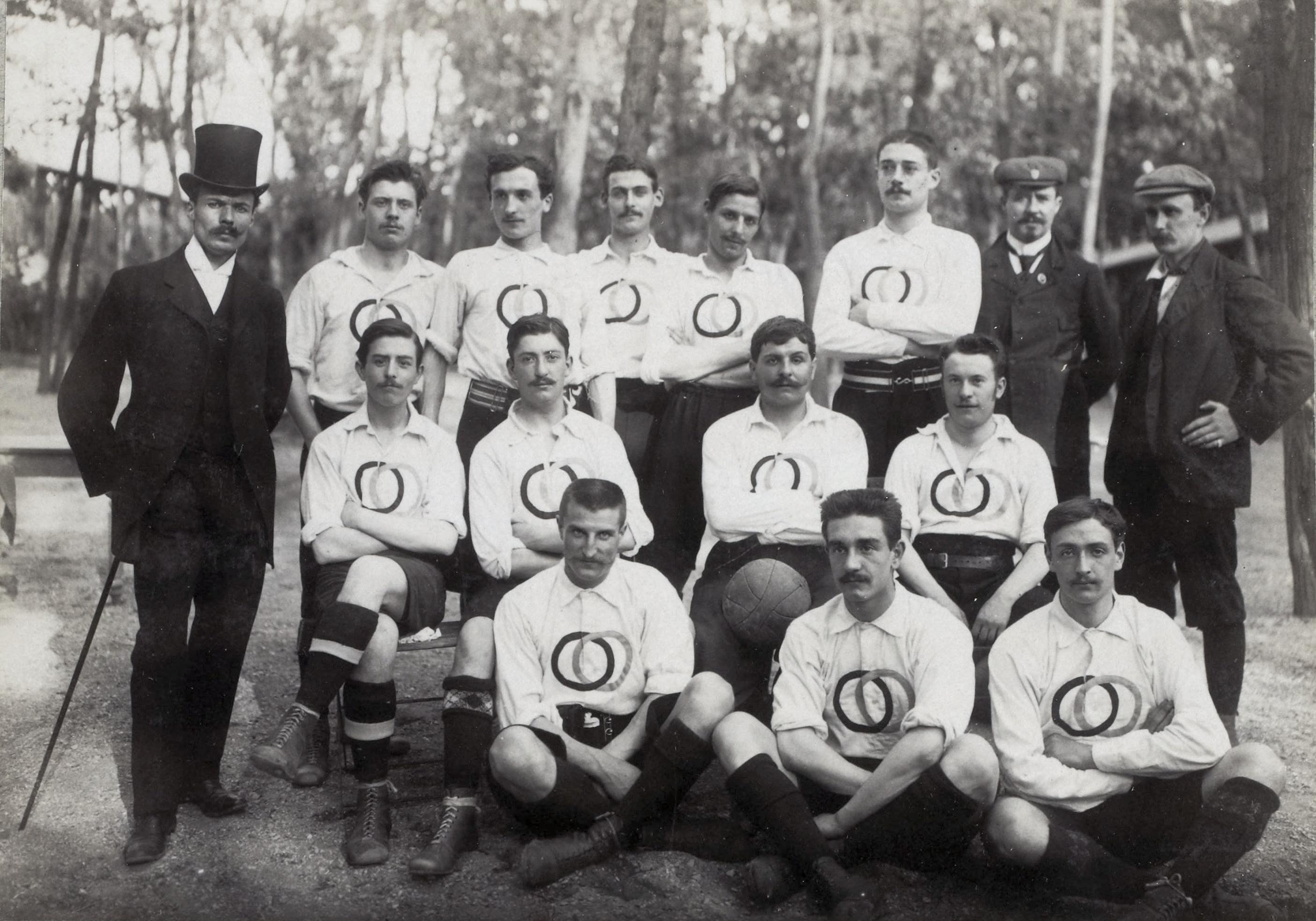
L'equip francès seleccionat per la Union des Sociétés Françaises de Sports Athlétiques

Als Jocs Olímpics d'Estiu de 1900 es disputà un torneig de futbol, per primer cop en uns Jocs.
Només es disputaren dos partits entre tres clubs. Tot i que no s'entregaren medalles, el Comitè Olímpic Internacional avui dia atorga les medalles d'or, argent i bronze als tres països participants.
La competició es va disputar al Velodrome Municipal de Vincennes de París.

## Resum de medalles
| Prova          | Or                           | Argent            | Bronze                               |
| Futbol masculí | Upton Park F.C. · Regne Unit | USFSA XI · França | Universitat de Brussel·les · Bèlgica |

## Resultats
| Posició | Equip                      | Nació      | Rècord    | Rècord   | Rècord      | Gols    | Gols      |
| Posició | Equip                      | Nació      | Victòries | Derrotes | Percentatge | A favor | En contra |
| ------- | -------------------------- | ---------- | --------- | -------- | ----------- | ------- | --------- |
| Or      | Upton Park F.C.            | Regne Unit | 1         | 0        | 1.000       | 4       | 0         |
| Plata   | USFSA XI                   | França     | 1         | 1        | .500        | 6       | 6         |
| Bronze  | Universitat de Brussel·les | Bèlgica    | 0         | 1        | .000        | 2       | 6         |

| 20 d'octubre                                   | 20 d'octubre | 20 d'octubre | 20 d'octubre | 20 d'octubre                            | 20 d'octubre |
| ---------------------------------------------- | ------------ | ------------ | ------------ | --------------------------------------- | ------------ |
| USFSA XI                                       | 0            | -            | 4            | Upton Park F.C.                         | (esp. 500)   |
|                                                |              |              |              | J. Nicholas 2, Arthur Turner, J. Zealey |              |
| 23 d'octubre                                   |              |              |              |                                         |              |
| USFSA XI                                       | 6            | -            | 2            | Universitat de Brussel·les              | (esp. 1500)  |
| Gaston Peltier (altres golejadors desconeguts) |              |              |              | W. Spanoghe, van Heuckelum              |              |

## Medaller
| Posició | País       | Or | Argent | Bronze | Total |
| 1       | Regne Unit | 1  | 0      | 0      | 1     |
| 2       | França     | 0  | 1      | 0      | 1     |
| 3       | Bèlgica    | 0  | 0      | 1      | 1     |

## Plantilles
| Upton Park F.C. - J. H. Jones - Claude Buckenham - William Gosling - Alfred Chalk - T. E. Burridge - William Quash - Arthur Turner - F. G. Spackman - J. Nicholas - Walter John Zealley - A. Haslam (capità) | USFSA XI - Pierre Allemane - Louis Bach - Alfred Bloch - Fernand Canelle - R. Duparc - Eugène Fraysse (capità, 1r partit) - Virgile Gaillard - Georges Garnier (capità, 2n partit) - R. Grandjean - Lucien Huteau - Marcel Lambert - Maurice Macaire - Gaston Peltier | Universitat de Brussel·les - Albert Delbecque - Hendrik van Heuckelum - Raul Kelecom - Marcel Leboutte - Lucien Londot - Ernest Moreau de Melen - Edmond Neefs - Georges Pelgrims (capità) - Alphonse Renier - Émile Spannoghe - Eric Thornton (jugador anglès) |